# Zespół Zellwegera
Zespół Zellwegera (zespół mózgowo-wątrobowo-nerkowy, ang. Zellweger syndrome, ZS, cerebrohepatorenal syndrome) – rzadka choroba metaboliczna spowodowana zaburzeniem funkcji peroksysomów, co powoduje gromadzenie się w mózgu wielonienasyconych kwasów tłuszczowych o długości łańcucha C26-C38. Zespół jako pierwszy opisał pediatra Hans Ulrich Zellweger (1909–1990) z University of Iowa ze współpracownikami. Termin zespołu Zellwegera wprowadził John Marius Opitz w 1969 roku.

## Objawy i przebieg
Prezentacja choroby ma miejsce tuż po urodzeniu. U noworodka stwierdza się:
- zaćmę
- hepatomegalię
- torbielowatość nerek
- wrodzone wady serca
- zaburzenia mielinizacji nerwów obwodowych
- deformacje czaszki
- spodziectwo
- opóźniony rozwój psychoruchowy, drgawki
- niechęć do ssania, słaby przyrost masy ciała
- złogi wapniowe w szpiku kostnym.

Śmierć na ogół następuje w ciągu kilku-kilkunastu tygodni, w okresie niemowlęcym.